# بخش جین جیانگ
بخش جین جیانگ (به لاتین: Jinjiang District) یک منطقهٔ مسکونی در چین است که در چنگدو واقع شده‌است. بخش جین جیانگ ۶۲٫۱۲ کیلومتر مربع مساحت و ۶۹۰٬۴۲۲ نفر جمعیت دارد.